# Инспектор кораблестроения

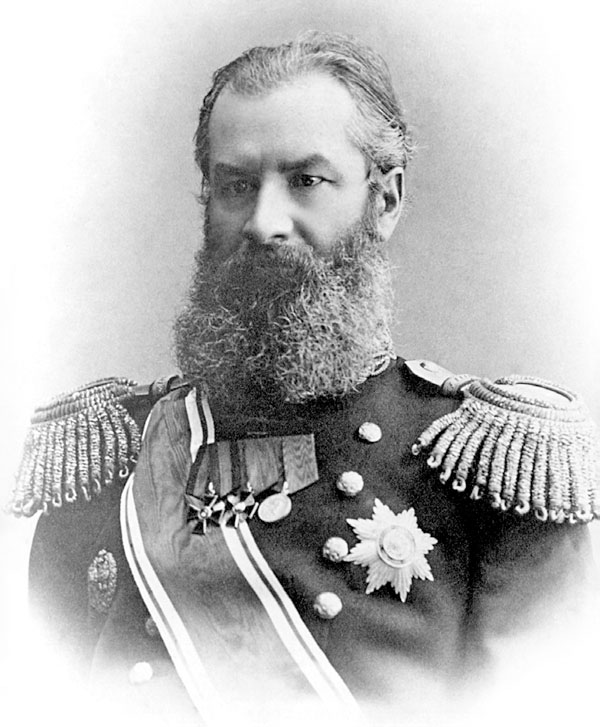
Крылов Алексей Николаевич
Главный инспектор кораблестроения в 1908—1910 годы

Инспектор кораблестроения
(Инспектор судостроения)
Инженер-механик
контр-адмирал
Инспектор кораблестроения — должностное звание на Русском императорском флоте, соответствовало 4-му классу Табели о рангах. Иногда использовалось в варианте «Инспектор судостроения», нижестоящим для него было звание старшего судостроителя.

## История
Звание было введено в 1886 году указом императора Александра III при реорганизации Корпуса корабельных инженеров. В соответствии с положением о корабельных инженерах и инженер-механиками флота звание инспектора кораблестроения было введено взамен чина генерал-майора, при этом генералы корпуса, состоявшие уже на службе, в это звание не переаттестовывались.
К категории инспектора кораблестроения относились должности — главный инспектор кораблестроения (одна) и инспектор кораблестроительных работ в портах (три должности).
Для данного звания было установлено титулование «ваше превосходительство». Оно предназначалось для высшего руководства Корпуса и присваивалось исключительно указами императора.
В отличие от Корпуса инженер-механиков флота, для производства в данное звание было достаточно занимать соответствующую ему должность и выслужить необходимый ценз.
Главные инспекторы кораблестроения могли служить на действительной службе до достижения предельного возраста — «до шестидесяти восьми лет от роду».
В 1908 году особые звания Корпуса были упразднены, а судостроители опять приравнены к прочим офицерам флота, служившим «по Адмиралтейству», как это было до 1886 года, инспекторы кораблестроения были переаттестованы в генерал-майоров, нижестоящим для них стал чин полковника корпуса инженер-механиков флота, одновременно с этим в Корпусе появился и вышестоящий чин генерал-лейтенанта.

## Главные инспекторы кораблестроения
- 1891—1893 — генерал-майор Самойлов, Николай Андреевич
- 1894—1895 — Глазырин, Николай Константинович (временно исполнял должность)
- октябрь 1895 — 31 декабря 1905 — генерал-лейтенант Кутейников, Николай Евлампиевич
- 31 декабря 1905 — май 1907 — генерал-лейтенант Ратник, Ксаверий Ксаверьевич
- с мая 1907 по 21 января 1908 — вице-адмирал Титов, Николай Елисеевич (исполнял должность главного инспектора кораблестроения)
- январь 1908—1910 — полковник, затем — генерал-майор Крылов, Алексей Николаевич
- 1910—1911 — генерал-лейтенант Пущин Николай Николаевич

## Инспекторы кораблестроительных работ в портах
- Амосов, Иван Афанасьевич — инспектор кораблестроительных работ Кронштадтского порта
- Субботин, Николай Александрович — инспектор кораблестроительных работ Петербургского порта
- Шведе, Леопольд Густавович — инспектор кораблестроительных работ Петербургского порта
- Прохоров, Хрисанф Васильевич — инспектор кораблестроительных работ Петербургского порта
- Тирнштейн, Роберт Юльевич — инспектор кораблестроительных работ Николаевского порта
- Шотт, Александр Эрнестович — инспектор кораблестроительных работ Севастопольского порта
- Гуляев, Эраст Евгеньевич — старший помощник Главного инспектора корабблестроения
- Долгоруков, Николай Васильевич — старший помощник Главного инспектора кораблестроения